# Les Sims 4
 (mai 2017).
Les Sims 4 est un jeu vidéo de simulation de vie de la série Les Sims, développé par Maxis et édité par Electronic Arts. Il est sorti sur Microsoft Windows le 4 septembre 2014 en Europe. La bande-son du jeu a été composée par Ilan Eshkeri.
Le jeu est ensuite sorti en février 2015 sur macOS, puis en novembre 2017 sur les consoles Xbox One et PlayStation 4. Sur ces consoles, le monde des Sims 4 n'est également pas ouvert, le joueur doit attendre un temps de chargement comme sur PC et les anciens opus (Les Sims et Les Sims 2). En octobre 2022, le jeu standard devient free-to-play.
À sa sortie, le jeu se classe en tête des ventes PC mais est en revanche moyennement bien accueilli par la critique et mal reçu par les joueurs, principalement à cause de la disparition du monde ouvert et du manque de contenu, ajouté plus tard par des DLC payants. Et bien que certains ajouts soient arrivés par le biais de mises à jour gratuites, 17 packs d'extension, 12 packs de jeu, 21 kits d'objets et 40 kits sont déjà sortis et sont payants à l'acquisition.

## Système de jeu
Le gameplay du jeu est identique à celui des précédents opus de la série. Le joueur crée un ou plusieurs personnages, appelés des « Sims », qu'il doit faire évoluer de leur naissance jusqu'à leur mort. Il choisit l'apparence de son Sim, sa maison, son travail, ses aspirations, ses amis, son partenaire, etc. Il n'y a aucun objectif particulier à atteindre, à part celui de faire vivre ses Sims. La violence en jeu est modérée (selon les choix du Sim).

### Évolution du système de jeu
Dans Les Sims 4, les outils de création ont été repensés, se voulant plus intuitifs, performants et amusants. Ainsi, dans le CUS (Créer un Sim), les réglettes disparaissent : il suffit désormais de cliquer sur les différentes partie des Sims pour les modifier (allonger, rétrécir, abaisser…). On dénombre une centaine de réglages possibles pour la morphologie du corps et du visage. Ces nouvelles fonctionnalités devraient faciliter la création des personnages. L'outil de création de maison a aussi été simplifié. L'apparition des émotions est l'une des évolutions de ce nouvel opus. Ces émotions sont le nouveau moteur des Sims, elles déterminent ce qu'ils font, ce qu'ils ressentent et ce qu'ils vivent. Les différents états émotionnels sont influencés par l'environnement qui entoure les Sims[source secondaire souhaitée].
Les Sims peuvent désormais accomplir plusieurs tâches à la fois[source secondaire souhaitée].

## Développement

Ancien logo du jeu utilisé jusqu'en 2019.

Le domaine thesims4.com a été créé le 6 mai 2013, qui mène vers le site officiel du jeu[source secondaire souhaitée].
Une présentation du jeu a eu lieu lors de la gamescom 2013, qui se déroulait du 21 au 25 août.

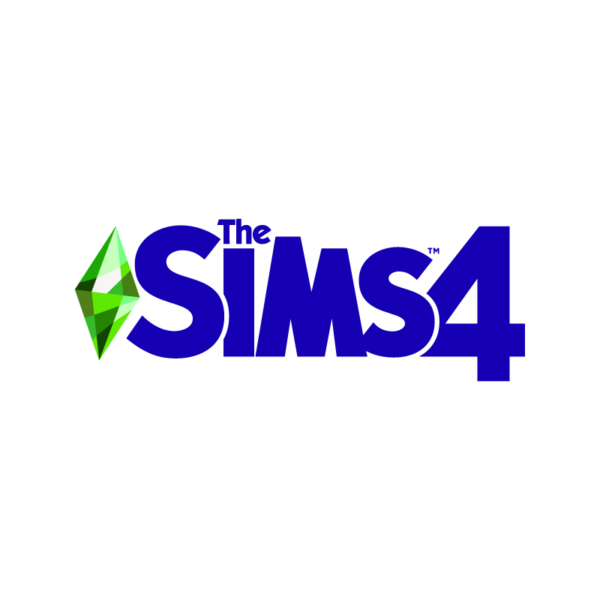
Second et ancien logo du jeu utilisé jusqu'en 2025.

Trois présentations de gameplay ont eu lieu durant la Game Developers Conference, qui se sont déroulées dès le 17 mars 2014. Ces présentations concernaient principalement l’intelligence des Sims, les interactions et le multi-tâche, ainsi que les séquences du jeu.
Une première vidéo présentant l'outil « Créer un Sims » (CUS) a été ajoutée le 14 mai 2014 et une nouvelle vidéo sur le mode Construction fut ajoutée le 28 mai 2014[source secondaire souhaitée].
Les Sims 4 était présent à l'Electronic Entertainment Expo 2014, qui s'est déroulé du 10 au 12 juin 2014. La date de sortie a été officialisée et une nouvelle vidéo de gameplay a été publiée à l'occasion de la conférence d'Electronic Arts, le 9 juin 2014.
Le 7 juillet 2014, la démo de « Créer un Sims 4 » a été annoncée. Cette dernière est disponible en téléchargement gratuit depuis le 12 août 2014 sur Origin[source secondaire souhaitée].
Selon Patrick Kelly, un ancien développeur de Maxis ayant travaillé sur les Sims 4, le développement des Sims 4 aurait commencé en 2008 sous le nom de Olympus, et devait se terminer courant 2012. Encore selon ses dires, le jeu Les Sims 4 était initialement un jeu multijoueur, cependant trois ans après le début du développement, l’idée a finalement été abandonnée en raison d'essais non concluants.
Patrick Kelly affirme également qu'il y aurait un autre projet Sims non-annoncé, nommé Icarus, qui est en production depuis quelque temps[réf. nécessaire].
Selon plusieurs sources, le développement du jeu aurait subi quelques embûches, en effet Patrick Kelly a affirmé en avril 2013 que « […] le jeu est un gâchis, le studio est un gâchis, et les gens sont tellement frustrés qu'ils sont sur le point de se révolter. ». En janvier 2013, à la suite des licenciements massifs au studio EA Salt Lake City, affectant des employés travaillant pour Maxis, l'un d'entre eux, Jace Wallace, game artist, s'est confié sur Twitter en affirmant que « l'équipe des Sims 4 est complètement mal gérée ».[source secondaire nécessaire]
Le 26 juillet 2017, des versions PlayStation 4 et Xbox One sont annoncées. Elles sortent le 17 novembre 2017.
En 2019, un nouveau logo a été créé pour Les Sims 4 à l’occasion des 5 ans du jeu et des 20 ans de la franchise.
En 2025, encore un nouveau logo est créé pour Les Sims 4 à l'occasion des 25 ans de la franchise des Sims.

## Bande son
La bande son du jeu a été enregistrée durant le mois de mars 2014 dans le studio Abbey Road à Londres et a été composée par Ilan Eshkeri. Actuellement, il est possible de l'écouter sur Deezer et Spotify.

## Éditions
| Noms                                 | Format | Inclus | Date de sortie   |
| ------------------------------------ | ------ | --- | ---------------- |
| Les Sims 4                           | DVD    | Les Sims 4 | 4 septembre 2014 |
| Les Sims 4 : Édition Limitée         | DVD    | Les Sims 4, Contenu digital Roi de la fête | 4 septembre 2014 |
| Les Sims 4 : Édition Digitale Deluxe | DVD    | Les Sims 4, Contenu digital Roi de la fête, Contenu digital Nuit Inoubliable, Contenu digital Chapeaux Animaux géniaux, Bande originale digitale du jeu                                                   | 4 septembre 2014 |
| Les Sims 4 : Édition Premium         | DVD    | Les Sims 4, Contenu digital Roi de la fête, Contenu digital Nuit Inoubliable, Contenu digital Chapeaux Animaux géniaux, Bande originale digitale du jeu, Guide du Créateur                                | 4 septembre 2014 |
| Les Sims 4 : Édition Collector       | DVD    | Les Sims 4, Contenu digital Roi de la fête, Contenu digital Nuit Inoubliable, Contenu digital Chapeaux Animaux géniaux, Bande originale digitale du jeu, Guide du Créateur, Figurine interactive PlumbBob | 4 septembre 2014 |
| Les Sims 4 : Édition Fête Deluxe     | DVD    | Les Sims 4 sur Xbox One et PS4 | 17 novembre 2017 |

## Extensions
Le jeu comporte diverses extensions, réparties en packs d'extension, packs de jeu, kits d'objets ou 25 kits (à ne pas confondre avec les kits d'objets).

## Liste des Extensions
Voici la liste actuelle de tous les packs d'extension, de jeu, les kits d'objets et les kits ou minis kits (liste qui sera à étendre vu que le jeu continue de s'agrandir)

### Packs d'extension
| Noms                             | Date de sortie   | Date de sortie console |
| -------------------------------- | ---------------- | ---------------------- |
| Les Sims 4 : Au Travail          | 2 avril 2015     | 20 mars 2018           |
| Les Sims 4 : Vivre Ensemble      | 10 décembre 2015 | 11 septembre 2018      |
| Les Sims 4 : Vie Citadine        | 3 novembre 2016  | 14 novembre 2017       |
| Les Sims 4 : Chiens & Chats      | 9 novembre 2017  | 31 juillet 2018        |
| Les Sims 4 : Saisons             | 22 juin 2018     | 13 novembre 2018       |
| Les Sims 4 : Heure de Gloire     | 15 novembre 2018 | 12 février 2019        |
| Les Sims 4 : Îles Paradisiaques  | 20 juin 2019     | 16 juillet 2019        |
| Les Sims 4 : À la Fac            | 14 novembre 2019 | 17 décembre 2019       |
| Les Sims 4 : Écologie            | 4 juin 2020      | 4 juin 2020            |
| Les Sims 4 : Escapade Enneigée   | 12 novembre 2020 | 12 novembre 2020       |
| Les Sims 4 : Vie à la Campagne   | 22 juillet 2021  | 22 juillet 2021        |
| Les Sims 4 : Années Lycée        | 28 juillet 2022  | 28 juillet 2022        |
| Les Sims 4 : Grandir Ensemble    | 16 mars 2023     | 16 mars 2023           |
| Les Sims 4 : Vie au Ranch        | 20 juillet 2023  | 20 juillet 2023        |
| Les Sims 4 : À Louer             | 7 décembre 2023  | 7 décembre 2023        |
| Les Sims 4 : Amour Fou           | 25 juillet 2024  | 25 juillet 2024        |
| Les Sims 4 : A la vie, à la mort | 31 octobre 2024  | 31 octobre 2024        |
| Les Sims 4 : Business et loisirs | 6 mars 2025      | 6 mars 2025            |
| Les Sims 4 : Nature enchantée    | 10 juillet 2025  | 10 juillet 2025        |

### Packs de jeu
| Noms                                      | Date de sortie    | Date de sortie console |
| ----------------------------------------- | ----------------- | ---------------------- |
| Les Sims 4 : Destination Nature           | 13 janvier 2015   | 4 décembre 2018        |
| Les Sims 4 : Détente au Spa               | 14 juillet 2015   | 7 septembre 2021       |
| Les Sims 4 : Au Restaurant                | 7 juin 2016       | 9 janvier 2018         |
| Les Sims 4 : Vampires                     | 24 janvier 2017   | 17 novembre 2017       |
| Les Sims 4 : Être Parents                 | 30 mai 2017       | 19 juin 2018           |
| Les Sims 4 : Dans la Jungle               | 27 février 2018   | 4 décembre 2018        |
| Les Sims 4 : Strangerville                | 26 février 2019   | 14 mai 2019            |
| Les Sims 4 : Monde Magique                | 10 septembre 2019 | 15 octobre 2019        |
| Les Sims 4 : Star Wars : Voyage sur Batuu | 9 septembre 2020  | 9 septembre 2020       |
| Les Sims 4 : Décoration d'Intérieur       | 1er juin 2021     | 1er juin 2021          |
| Les Sims 4 : Mariage                      | 23 février 2022   | 23 février 2022        |
| Les Sims 4 : Loups Garous                 | 16 juin 2022      | 16 juin 2022           |

### Kits d'objets
| Noms                                     | Date de sortie    |
| ---------------------------------------- | ----------------- |
| Les Sims 4 : Soirées de Luxe             | 19 mai 2015       |
| Les Sims 4 : Ambiance Patio              | 16 juin 2015      |
| Les Sims 4 : En Cuisine                  | 11 août 2015      |
| Les Sims 4 : Accessoires Effrayants      | 29 septembre 2015 |
| Les Sims 4 : Comme au Cinéma             | 12 janvier 2016   |
| Les Sims 4 : Jardin Romantique           | 9 février 2016    |
| Les Sims 4 : Chambre d'Enfants           | 28 juin 2016      |
| Les Sims 4 : En Plein Air                | 19 juillet 2016   |
| Les Sims 4 : Accessoires Vintage         | 6 décembre 2016   |
| Les Sims 4 : Soirée Bowling              | 29 mars 2017      |
| Les Sims 4 : Fitness                     | 20 juin 2017      |
| Les Sims 4 : Bambins                     | 24 août 2017      |
| Les Sims 4 : Jour de Lessive             | 16 janvier 2018   |
| Les Sims 4 : Premier Animal de Compagnie | 13 mars 2018      |
| Les Sims 4 : Moschino                    | 13 août 2019      |
| Les Sims 4 : Minis-Maisons               | 21 janvier 2020   |
| Les Sims 4 : Tricot de Pro               | 28 juillet 2020   |
| Les Sims 4 : Paranormal                  | 26 janvier 2021   |
| Les Sims 4 : Passion Cuisine             | 28 septembre 2023 |
| Les Sims 4 : Créations en Cristal        | 29 février 2024   |

### Kits
| Noms                                        | Date de sortie    |
| ------------------------------------------- | ----------------- |
| Les Sims 4 : Kit Look Rétro                 | 2 mars 2021       |
| Les Sims 4 : Kit Cuisine Rustique           | 2 mars 2021       |
| Les Sims 4 : Kit Nettoyage De Printemps     | 2 mars 2021       |
| Les Sims 4 : Kit Riad De Rêve               | 18 mai 2021       |
| Les Sims 4 : Kit Loft Industriel            | 26 août 2021      |
| Les Sims 4 : Kit Incheon Style              | 5 octobre 2021    |
| Les Sims 4 : Kit Rue De La Mode             | 5 octobre 2021    |
| Les Sims 4 : Kit Intérieurs Fleuris         | 9 novembre 2021   |
| Les Sims 4 : Kit Nouveaux Styles Masculins  | 2 décembre 2021   |
| Les Sims 4 : Kit Tenues De Carnaval         | 3 février 2022    |
| Les Sims 4 : Kit Déco Maximaliste           | 21 mars 2022      |
| Les Sims 4 : Kit Tenues De Soirée           | 26 mai 2022       |
| Les Sims 4 : Kit Petits Campeurs            | 26 mai 2022       |
| Les Sims 4 : Kit Premiers Looks             | 1 septembre 2022  |
| Les Sims 4 : Kit Luxe Dans Le Désert        | 14 septembre 2022 |
| Les Sims 4 : Kit Chambre Pastel             | 10 novembre 2022  |
| Les Sims 4 : Kit Objets Du Quotidien        | 10 novembre 2022  |
| Les Sims 4 : Collection Simtimité           | 19 janvier 2023   |
| Les Sims 4 : Objets De Salle De Bain        | 19 janvier 2023   |
| Les Sims 4 : Kit Havre Végétal              | 20 avril 2023     |
| Les Sims 4 : Kit Trésors Du Grenier         | 20 avril 2023     |
| Les Sims 4 : Kit Retour du Grunge           | 1 juin 2023       |
| Les Sims 4 : Kit Coin Lecture               | 1 juin 2023       |
| Les Sims 4 : Kit À La Piscine               | 7 septembre 2023  |
| Les Sims 4 : Kit Luxe Moderne               | 7 septembre 2023  |
| Les Sims 4 : Kit Châteaux De Caractère      | 18 janvier 2024   |
| Les Sims 4 : Kit Style Gothique             | 18 janvier 2024   |
| Les Sims 4 : Kit Fête Parfaite              | 18 avril 2024     |
| Les Sims 4 : Kit Mode Urbaine               | 18 avril 2024     |
| Les Sims 4 : Bistrots charmants             | 30 mai 2024       |
| Les Sims 4 : Riviera Italienne              | 30 mai 2024       |
| Les Sims 4 : Kit Chambre d'enfant enchantée | 19 septembre 2024 |
| Les Sims 4 : Kit Atelier d'artiste          | 19 septembre 2024 |
| Les Sims 4 : Kit Soirée pyjama              | 14 novembre 2024  |
| Les Sims 4 : Kit Salon Rétro                | 14 novembre 2024  |
| Les Sims 4 : Kit Boudoir secret             | 16 janvier 2025   |
| Les Sims 4 : Kit Bureau gaming cosy         | 16 janvier 2025   |
| Les Sims 4 : Kit Repaire de Casanova        | 16 janvier 2025   |
| Les Sims 4 : Kit Salon élégant              | 30 janvier 2025   |
| Les Sims 4 : Kit Chic professionnel         | 30 janvier 2025   |
| Les Sims 4 : Kit Salle de bain sophistiquée | 10 avril 2025     |
| Les Sims 4 : Kit Adorables détails          | 10 avril 2025     |
| Les Sims 4 : Kit Accessoires de cuisine     | 1 mai 2025        |
| Les Sims 4 : Kit Âge d'or                   | 1 mai 2025        |
| Les Sims 4 : Kit Atelier de bricolage       | 1 mai 2025        |

## Réception
Dès sa sortie, le jeu a provoqué un élan de déception global auprès de la presse spécialisée ainsi qu'auprès de la communauté des joueurs.
Les principales critiques émises au jeu sont le manque de contenu existant dans les précédents opus : piscines, sous-sols, les bambins, etc. (des éléments finalement ajoutés plus tard dans des mises à jour gratuites) mais aussi la disparition de certains personnages non-joueurs tels que le voleur. Trois des principales critiques formulées également envers le développeur Maxis sont sa probable volonté de mettre à disposition les objets manquants dans des contenus téléchargeables ou extensions payants, de même que la disparition du monde ouvert et la progression de l'histoire (cette dernière ayant été ajoutée plus tard dans les mises à jour).
Le 9 mai 2014, Les Sims 4 a été classé « 18+ (Interdit aux enfants) » par la Russie. Cette décision est basée sur le fait que le jeu autorise les relations homosexuelles entre Sims, ce qui va à l'encontre de la loi interdisant « l'information auprès des mineurs au sujet des relations sexuelles non traditionnelles » (voir aussi : Droits LGBT en Russie).
Depuis la mise à jour du 31 janvier 2023, Les Sims 4 permettent une meilleure représentations des personnes trans, avec l'ajout de cicatrices de torsoplastie ou de binder, « Une première pour la représentation des transidentités dans le gaming. » selon le magazine Têtu.